# Нікокреон
Нікокреон (*Nικoκρέων, д/н — 310/309 до н. е.) — 1-й цар Кіпру у 315—310/309 роках до н. е.

## Життєпис
Походив з династії Тевкридів. Син Пнітагора II, царя Саламіну. Після смерті батька у 331 році до н. е. успадкував владу. Усіляко підтримував Олександра Македонського. Після повернення того з азійського походу опинився в почті македонського царя.
У 323 році до н. е. слідом за смертю Олександра Македонського втрутився у війну діадохів. Невдовзі стає союзником Птолемея I, царя Єгипту. Разом з ним та Селевком протистояв Антигону Одноокому та його сину Деметрію. У 320 році до н. е. наказав стратити філософа Анаксарха.
У 315 році до н. е. допоміг діадохам звільнити Кіпр від військ Антигона Одноокого. За це отримав верховну владу над Кіпром та міста Кітіон, Кіренія, Лапітос, Маріон. Втім згодом вступив у конфлікт з Менелаєм Лагідом, що керував військами Птолемея на острові. 
У 310 або 309 році до н. е. інтриг Менелая (Нікокреона звинувачено у таємних перемовинах з Антигоном), цар Птолемей I наказав схопити й стратити Нікокреона. Втім такі дії нагадують загибель Нікокла, царя Пафосу, що свідчить про деяку плутанину в джерелах. В будь-якому разі, Менелай проводив політику знищення незалежних царів на Кіпрі. Тому  Нікокреон теж загинув, проте ці обставини невідомі (можливо, справді здійснив самогубство після поразки від Менелая). Царем став Менелай.